# 大姚白塔
大姚白塔位于云南省楚雄彝族自治州大姚县金碧镇宝筏山顶，始建于南诏。白塔由平面八角形塔基、塔身，庞大的椭球塔顶三部分组成，上大下小，腰部收缩，形如罄锤。因其形状，又称“罄锤塔”。段玉明、张驭寰等学者认为大姚白塔属于无缝塔。
塔高15.45米，塔身高7.84米，最大直径6.26米。实心，塔砖上模印有汉、梵经咒。
1981年9月23日，公布为第一批楚雄州文物保护单位；1983年1月13日，重新公布为第一批云南省文物保护单位；2006年5月25日，公布为第六批全国重点文物保护单位。